# Safirflugsnappare
Safirflugsnappare (Ficedula sapphira) är en liten asiatisk fågel i familjen flugsnappare inom ordningen tättingar. Den förekommer i bergstrakter från östra Himalaya vidare till centrala Kina och norra Indokina. IUCN kategoriserar den som livskraftig

## Kännetecken

### Utseende

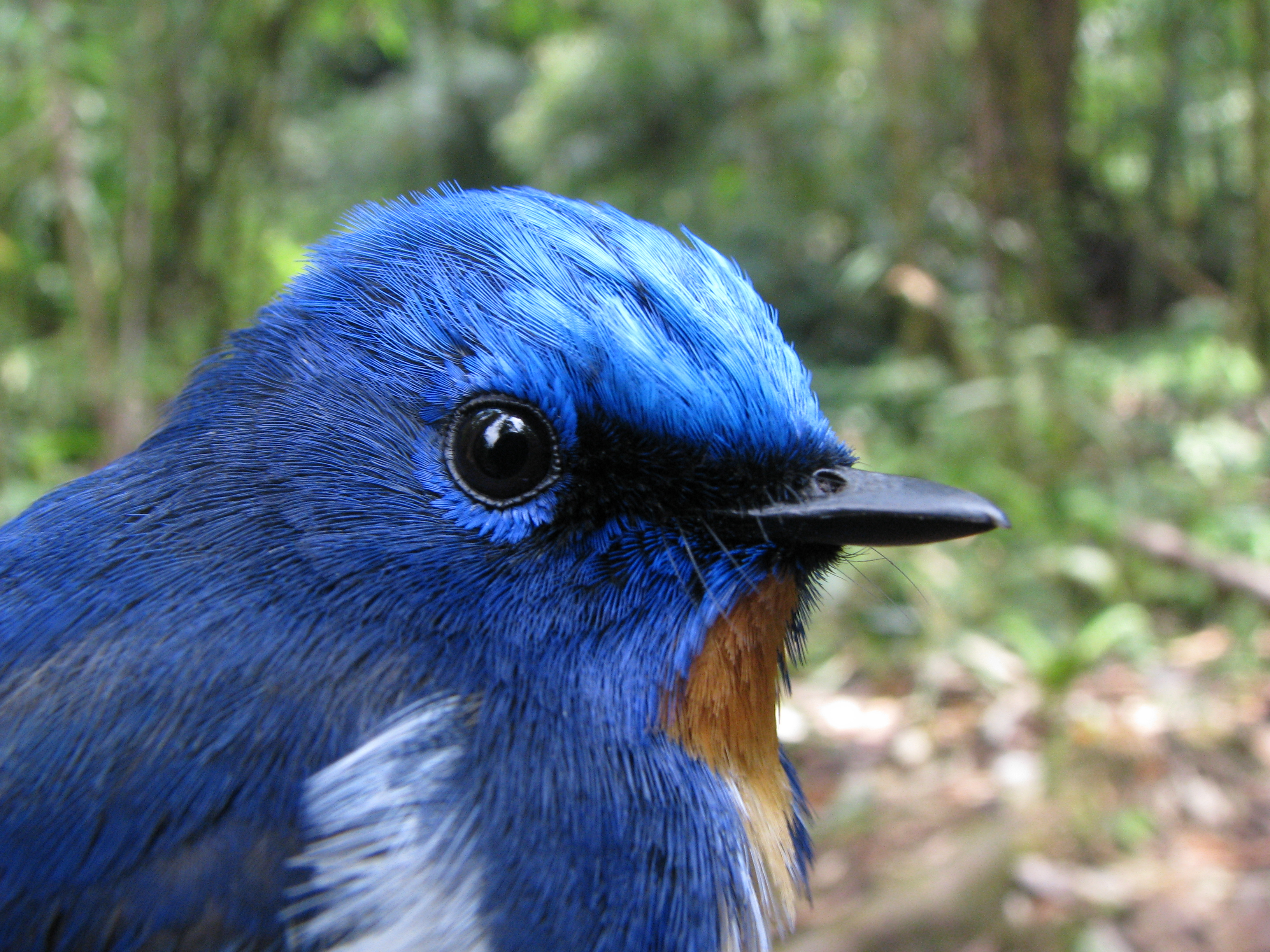
Gammal hane.

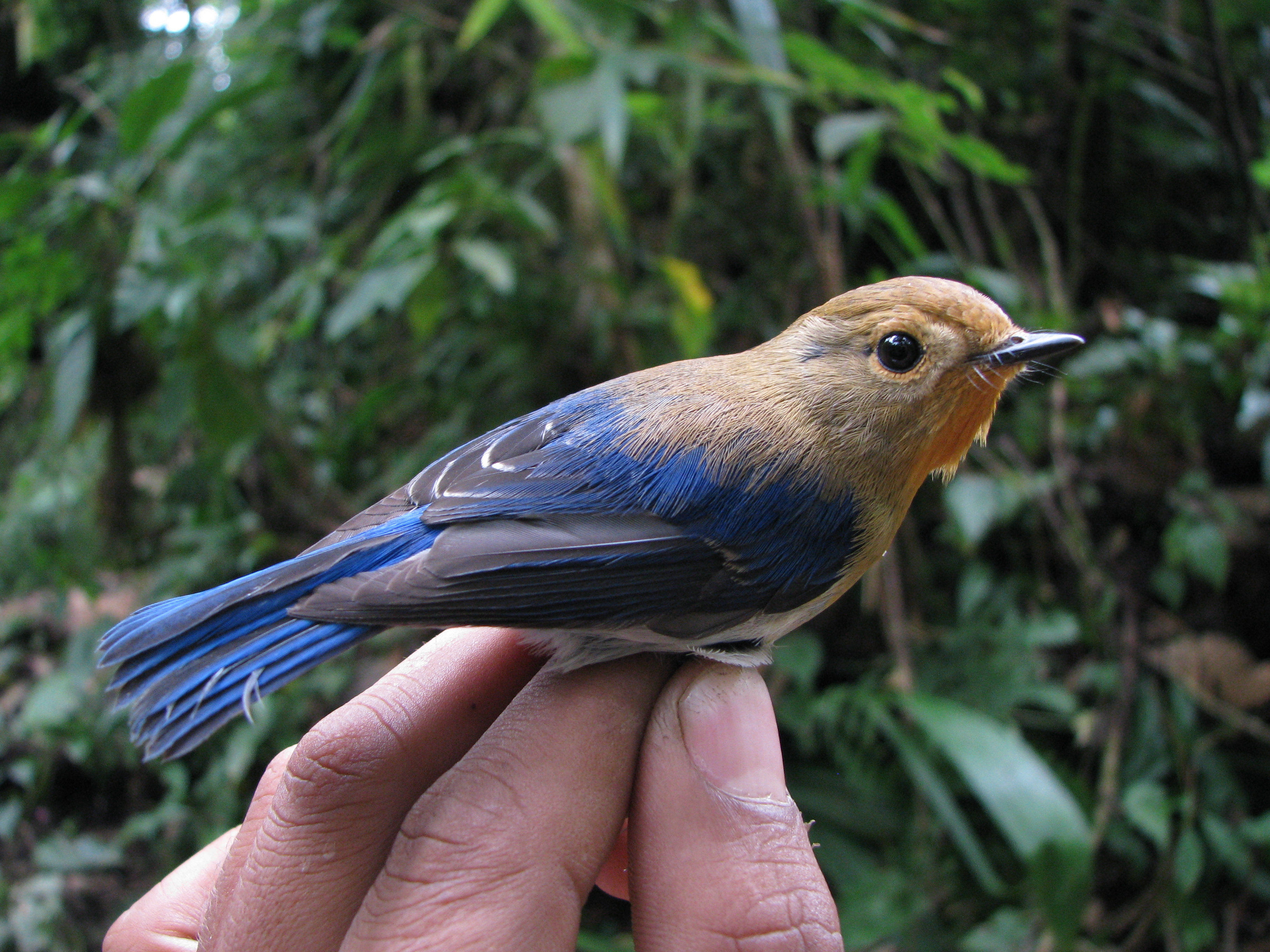
Ung hane.

Safirflugsnapparen är en liten (11 cm) och slank flugsnappare med mycket liten näbb. Båda könen har karakteristiskt orange strupe och bröst som kontrasterar med vit buk. Hanen blå bröstsidor och glänsande blå ovansida. Unga hanar har brunt huvud. Honan är brun ovan med rostrött på övre stjärttäckare och stjärt. 

### Läte
Sången består en serie korta skallrande läten introducerade av en rad tunna eller högfrekventa toner.

## Utbredning och systematik
Safirflugsnappare delas in i tre underarter med följande utbredning:
- Ficedula sapphira sapphira – förekommer i Himalaya (östra Nepal, sydöstra Tibet, sydvästra Kina och nordöstra Indien)
- Ficedula sapphira tienchuanensis – förekommer i bergstrakter i väst-centrala Kina (Sichuan till södra Shaanxi)
- Ficedula sapphira laotiana – förekommer i bergstrakter i nordvästra Thailand, norra Laos och norra Vietnam

## Levnadssätt
Arten häckar i fuktig städsegrön bergsskog, i Himalaya på mellan 2100 och 2800 meters höjd. Födan är dåligt känd, men omfattar små ryggradslösa djur och larver. Den ses ensam eller i par, vintertid även i blandade artflockar. Fågeln häckar från slutet av april till juni.

## Status och hot
Arten har ett stort utbredningsområde, men tros minska i antal, dock inte tillräckligt kraftigt för att den ska betraktas som hotad. Internationella naturvårdsunionen IUCN listar arten som livskraftig (LC).  Världspopulationen har inte uppskattats men den beskrivs som ganska vanlig till ovanlig på norra Indiska subkontinenten, sällsynt i Kina och ovanlig i Myanmar, Laos och norra Vietnam.